# Phocoena
Genre
Phocoena est un genre de marsouins.

## Liste d'espèces
Selon World Register of Marine Species (23 septembre 2013) :
- Phocoena dioptrica Lahille, 1912
- Phocoena phocoena (Linnaeus, 1758)
- Phocoena sinus Norris & McFarland, 1958
- Phocoena spinipinnis (Burmeister, 1865)